# Medetera vockerothi
Medetera vockerothi är en tvåvingeart som beskrevs av Daniel J. Bickel 1985. Medetera vockerothi ingår i släktet Medetera och familjen styltflugor.
Artens utbredningsområde är Québec. Inga underarter finns listade i Catalogue of Life.